# Trans-Air Service Flug 671
Der Trans-Air Service Flug 671 war ein Frachtflug vom Flughafen Luxemburg zum Flughafen Kano in Nigeria. Beim Flug über Frankreich am 31. März 1992 verlor die Boeing 707 in der Luft 2 Triebwerke am rechten Flügel. Trotz der Schäden gelang den Piloten die Notlandung am Militärflugplatz Istres-Le Tubé in Istres (Frankreich). Alle fünf Insassen überlebten; jedoch wurde das Flugzeug durch einen Brand am rechten Flügel irreparabel beschädigt.

## Flugzeug und Besatzung

### Flugzeug
Das Flugzeug war eine 28 Jahre alte Boeing 707-321C, Seriennummer 18718. Diese wurde im April 1964 produziert und wurde am Ende des Monats erstmalig an die Pan Am ausgeliefert. Das Flugzeug wies 60.985 Flugstunden und über 17.907 Flüge auf. Es wurde von vier Pratt & Whitney JT3D-3B Triebwerken angetrieben. Im Laufe seiner Geschichte hatten sich der Besitzer und die Registrierungen des Flugzeugs mehrfach geändert. Zum Zeitpunkt des Unfalls war es als 5N-MAS registriert und wurde vom nigerianischen Betreiber Trans-Air Service betrieben.

### Besatzung
Der Kapitän war der 57-jährige schwedische Staatsbürger Ingemar Berglund; er verfügte über insgesamt rund 26.000 Flugstunden, davon 7.100 auf der Boeing 707. Der Erste Offizier war der 44-jährige britische Staatsbürger Martin Emery; er verfügte über rund 14.000 Flugstunden, davon 4.500 auf der Boeing 707. Der Flugingenieur war der 55-jährige britische Staatsbürger Terry Boone; er verfügte über rund 18.000 Flugstunden, alle auf der Boeing 707. An Bord des Fluges befanden sich auch ein Mechaniker und ein Frachtleiter. Der Mechaniker war der 36-jährige nigerianische Staatsbürger Ike Nwabudike und der Ladungsleiter war die 27-jährige isländische Staatsbürgerin Ingebar Einarssen.

## Unfall
Der Flug startete am 31. März 1992 um 07:14 UTC (9:14 Uhr Ortszeit) vom Flughafen Luxemburg; er hatte 38 Tonnen Fracht an Bord und war für den internationalen Flughafen Mallam Aminu Kano in der Nähe von Kano, Nigeria, bestimmt. Um ca. 08:11 Uhr, als sich das Flugzeug im Steigflug durch über dem Departement Drôme im Südosten Frankreichs befand, bemerkte die Besatzung starke Turbulenzen und hörte einen lauten „Doppelknall“; das Flugzeug begann daraufhin nach rechts zu rollen. Flugkapitän Berglund schaltete daraufhin den Autopiloten aus und versuchte, das Flugzeug mit Hilfe der Steuersäule und des Seitenruders wieder unter Kontrolle zu bringen. Außerdem war die Feuerwarnung ständig zu hören und konnte vom Flugingenieur nicht abgeschaltet werden. Der Erste Offizier Emery stellte daraufhin fest, dass sich das Triebwerk Nummer 4 (das rechte der vier Triebwerke des Flugzeugs) von der Tragfläche gelöst hatte, und setzte einen Notruf ab. Emery bemerkte daraufhin, dass sich auch das Triebwerk Nummer 3 (das innere Triebwerk am rechten Flügel) vom Flügel gelöst hatte. Kapitän Berglund begann daraufhin den Sinkflug in Richtung Marseille, während Flugingenieur Boone begann, Treibstoff abzulassen, um eine Notlandung vorzubereiten.
Während des Sinkflugs bemerkte die Besatzung einen Flugplatz vor sich; es handelte sich um den Flugplatz Istres-Le Tubé in Istres, Frankreich. Die Besatzung beschloss daraufhin, auf der Landebahn 15 in Istres zu landen; dies erforderte eine Linkskurve vor der Landung. Diese Linkskurve erwies sich für Flugkapitän Berglund angesichts der Beschädigung der Flugsteuerung des Flugzeugs als sehr schwierig; der Cockpit-Voice-Recorder zeigte, dass der Erste Offizier Emery Berglund durch sechsmaliges Wiederholen der Worte „left turn“ ermutigte. Kurz vor der Landung bemerkte der Fluglotse ein Feuer am Flugzeug.
Das Flugzeug setzte um 08:35 Uhr (10:35 Uhr Ortszeit), etwa 24 Minuten nach der ersten Triebwerkstrennung, in Istres zur Notlandung an. Während des Landeanflugs kam das Flugzeug links von der Landebahn ab. Nachdem das Flugzeug zum Stehen gekommen war, bemerkte die Besatzung einen Brand am rechten Flügel des Flugzeugs. Alle fünf Insassen des Flugzeugs überlebten unverletzt, allerdings wurde die rechte Tragfläche durch das Feuer erheblich beschädigt. Das Flugzeug wurde irreparabel beschädigt.

## Ermittlungen
Triebwerk 3 und 4 wurden in der Nähe von Séderon, Drôme gefunden. Die Ermittler stellten fest, dass sich durch Metallermüdung ein Riss im Pylon gebildet hatte, der das Triebwerk Nummer 3 (das rechte Innentriebwerk) mit dem Flügel verband. Dadurch wurde der Mast so geschwächt, dass er bei dem Unfallflug brach und das Triebwerk Nr. 3 abgetrennt wurde. Das abgetrennte Triebwerk Nr. 3 traf dann auf das Triebwerk Nr. 4, wodurch dieses ebenfalls abgetrennt wurde. Darüber hinaus erwies sich eine Lufttüchtigkeitsanweisung, die regelmäßige Inspektionen der Pylone vorschreibt, als unwirksam, um solche Ermüdungsrisse zu erkennen.

## Nach dem Unglück
Als Reaktion auf das Unglück empfahl das französische BEA (Untersuchungs- und Analysebüro für die Sicherheit der zivilen Luftfahrt), die Inspektionsverfahren für die Triebwerkspylone zu ändern, damit Ermüdungsrisse leichter erkannt werden können. Das BEA empfahl außerdem, dass Fluglotsen regelmäßig in theoretischen Studien und praktischen Übungen für Notfallsituationen geschult werden sollten.
Im Jahr nach dem Vorfall wurde die Besatzung mit dem Hugh Gordon-Burge Memorial Award der Honourable Company of Air Pilots ausgezeichnet.

## Medien
Trans-Air Service Flight 671 wird in der 4. Episode der 22. Staffel von Mayday – Alarm im Cockpit gezeigt.